# Евиза
Евиза (фр. Evisa) насеље је и општина у Француској у региону Корзика, у департману Јужна Корзика.
По подацима из 2011. године у општини је живело 196 становника, а густина насељености је износила 2,91 становника/km².

## Демографија
| 1962. | 1968. | 1975. | 1982. | 1990. | 2011. |
| ----- | ----- | ----- | ----- | ----- | ----- |
| 271   | 336   | 312   | 248   | 257   | 196   |